# Serdar Şatır
Serdar Şatır (18 de enero de 1978) es un deportista turco que compitió en tiro con arco, en la modalidad de arco recurvo. Es hermano de la también arquera Zekiye Şatır.
Ganó una medalla de oro en el Campeonato Europeo de Tiro con Arco al Aire Libre de 2000, en la prueba por equipo.

## Palmarés internacional
| Campeonato Europeo al Aire Libre | Campeonato Europeo al Aire Libre | Campeonato Europeo al Aire Libre | Campeonato Europeo al Aire Libre |
| Año                              | Lugar                            | Medalla                          | Prueba                           |
| -------------------------------- | -------------------------------- | -------------------------------- | -------------------------------- |
| 2000                             | Antalya (Turquía)                | Medalla de oro                   | Equipo                           |